# Legui
Legui es un licor fino argentino extraído de la caña de azúcar, elaborado con una infusión de hierbas aromáticas, caramelo y cítricos, con un gran aporte de mandarinas, y que se macera en el alcohol. Se obtiene a partir de alcohol de melaza de caña de azúcar.
Su nombre se desprende del destacado jockey uruguayo Irineo Leguisamo; de extensa trayectoria, obtuvo 32 premios internacionales. 
Es un aperitivo presentado en botellas de vidrio de 750 ml, con una graduación alcohólica es de 29,9°. La caña Legui fue originalmente producida por Orandi y Massera. Actualmente es elaborada por la empresa Grupo Peñaflor en Godoy Cruz, provincia de Mendoza.